# Vinje
Vinje er en kommune i Vestfold og Telemark fylke i Norge. Den har et areal på 3.117 km² og en befolkning på 3.676 indbyggere (2020). Den grænser i nord til Nore og Uvdal, i øst til Tinn og Seljord, i syd til Tokke og Bykle og i vest til Suldal, Odda og Ullensvang.
Før sammenlægningen i 2020 var det den eneste norske kommune med grænse til fire fylker. Højeste punkt er Nupsegga, der er 1.674 m.o.h. Kommunen har det næststørste areal i Sydnorge (efter Rendalen) og har større areal end Vestfold fylke. Befolkningstætheden er lav, 1,2 indbyggere pr. kvadratkilometer, mod landsgennemsnittet på 14,1.

## Vandkraftværk og turisme
Kommunen har i mange år haft en god økonomi, hovedsagelig på grund af indtægter fra elproduktion fra Tokke-udbygningerne. Kommunens indbyggere nyder fortsat godt af dette gennem lave strømpriser. På den anden side er store fjeldområder som Songadammen og Møsvatn ved Hardangervidda nationalpark ødelagt af opstemninger.
Vinje kommune ligger øverst i Telemarken og strækker sig langt ind i Hardangervidda. Kommunen har en stor ejendom i nationalparken, Berunuten Vest, med seks hytter til brug for alle, som måtte komme forbi.
Det kendte vintersportsted Rauland ligger i Vinje, hvilket tiltrækker mange turister i løbet af vinteren på påsken.

## Personer fra Vinje
- Targjei Augundsson «Myllarguten» († 1872), musiker
- Aasmund Olavsson Vinje († 1870)
- Rikard Berge († 1969), folkemusiker, forsker
- Aslaug Vaa († 1967), forfatter, voksede op i Kviteseid
- Tarjei Vesaas († 1970), forfatter
- Aslak Brekke († 1978), kveder, folkesanger
- Olav Aslakson Versto († 1977), bonde, stortingsmand
- Olav Versto, journalist, redaktør († 2011)
- Olav Vesaas (1935–), journalist og forfatter[2]
- Sondre Bratland (1938–), kveder (no), sanger
- Stein Versto (1957–), forfatter og folkemusiker
- Aasmund Nordstoga (1964–), visesanger
- Yasmin Syed (1966–), skuespiller, tvvært[3]
- Odd Nordstoga (1972–), kveder, musiker, sanger, komponist[4]
- Arve Moen Bergset (1972-) kveder, sanger, hardangerfelespiller
- Terje Håkonsen (1974–)[5]
- Ingebjørg Harman Bratland (1990–), kveder og sanger[6]